# Sterk Izidor
Sterk Izidor (Pest, 1860. október 29. – Budapest, 1935. szeptember 8.) magyar építész, a szecesszió mestere.

## Pályája
Sterk Lipót és Herzog Júlia (1834–1908) fia. Műegyetemi tanulmányait Bécsben végezte 1882-ben. Kezdetben Schmahl Henrik mellett dolgozott. 1892-ben Budapesten építészeti irodát nyitott, számos bérházat, üzletházat és gyárat tervezett (pl. Deák Ferenc utca 11-13. sz. – Bécsi utca 5. sz., a Révai Testvérek Üllői úti könyvesháza).
Egyik legkésőbbi szecessziós szállóépületünk a budai Gellért Szálló a Gellért gyógyfürdővel, amely a tervezésére kiírt pályázat két első díjazott munkájának vegyítéseként, Hegedűs Ármin–Sebestyén Artúr–Sterk Izidor kollaborációjában épült fel. A két funkció ötvözése a korban egyáltalán nem szokatlan, de itt a legegységesebb és reprezentatívabb. Az 1909-től épített, de a háború miatt csak 1918-ban átadott, nagyméretű tömbön kupolás rizalitok jelölik a szálloda és a fürdő szobordíszes bejáratait. A fürdő belsejét gazdagon díszítették színes ólomüvegekkel és Zsolnay-kerámiadíszekkel. A női részleg a második világháború alatt, egy belövésben megsemmisült, ám a férfi termálrészleg kék alaptónusú csempe- és mozaikburkolata a mai napig eredeti képét mutatja.
Felesége Mauthner Anna volt.

## Ismert épületeinek listája
- 1893: a Kosmos Rt. Kő- és Könyvnyomdája, Budapest, Aradi utca 8.
- 1894: Lakóépület, Budapest, Bajcsy-Zsilinszky út, 61.
- 1896-1897: a Bruchsteiner cég címtábla és pléhplakátgyára, Budapest, Peterdy utca 24. (elpusztult)
- 1897: Sommer-bérház, Budapest, Váci út 4.[6]
- 1897–1898: Lakóépület, Budapest, Hegedüs Gyula u. 13. / Katona József u. 9.[7]
- 1900–1903: Lakóház, Budapest, Bartók Béla út 9. (1935-ben Sorg Antal tervei alapján emeletbeiktatás)
- 1901–1903: Eraviszkusz-ház, Budapest, Szent Gellért tér 3.[8]
- 1902–1903: Bruchsteiner-ház, Budapest, Jósika utca 2.[9][4][10]
- 1904–1905: Révai Testvérek Üllői úti könyvesháza, Budapest, Üllői út 18. (átalakítás)[11]
- 1905: Györgyey kastély, Szurdokpüspöki
- 1906: Négyemeletes bérház, Budapest, Bécsi utca 6.
- 1906: Egyemeletes nyaraló, Budapest, Stefánia út 107. (napjainkban Svájc nagykövetsége)
- 1906: Kétemeletes lakóház, Budapest, Lehel utca (?)
- 1907: Kétemeletes műhely, Budapest, Vajda Péter utca 10/A (Első Magyar Varrógépgyár Rt. részére)
- 1909: Lakóház, Budapest, Ady Endre utca 2-4. (akkoriban még Mész utca - Bimbó utca sarka)
- 1910: Lakóház, Budapest, Munkácsy Mihály utca 17.
- 1910: Lakóház, Budapest, Városmajor utca 39-41.
- 1910–1911: kislakásos bérház, Budapest, Váci út 87.[4][12] (Bárczy István kislakás- és iskolaépítési programja keretében épült)[13][14]
- 1910 k.: lakó- és üzletház, Budapest, Deák Ferenc u. 12.[4]
- 1911: lakóépület, Budapest, Bécsi u. 5.[15][16]
- 1911: Kétemeletes lakóház, Budapest, Nyúl utca 8.
- 1911: Négyemeletes lakóház, Budapest, Lónyay utca 18/A-B
- 1912: Emeletes lakóház, Budapest Dobozi utca 47. (elbontva)
- 1912: Ötemeletes lakóház, Budapest, Deák Ferenc u. 13. (Épitő Ipar, 1912. december 22., 51. szám)
- 1912: Lakóház, Budapest, Fillér utca 53.
- 1914: Négyemeletes lakóház, Budapest, Hegedűs Gyula utca 49-51.
- 1911–1918: Gellért Szálló a Gellért gyógyfürdővel, Budapest, Szent Gellért tér 2. – Sebestyén Artúrral és Hegedűs Árminnal együtt[11][17]
- 1912: Kunz és Dán raktár és lakóház, Budapest
- 1914: Magyar Dohánykereskedelmi Rt. bérháza, Budapest, Hegedüs Gyula u. 40.[7][18]
- ?: lakóépület, Budapest, Dalszínház utca 8. (20. sz. eleje)[19]
- ?: a Pesti zsidó közösség leány árvaház zsinagógája, Budapest

## Képtár

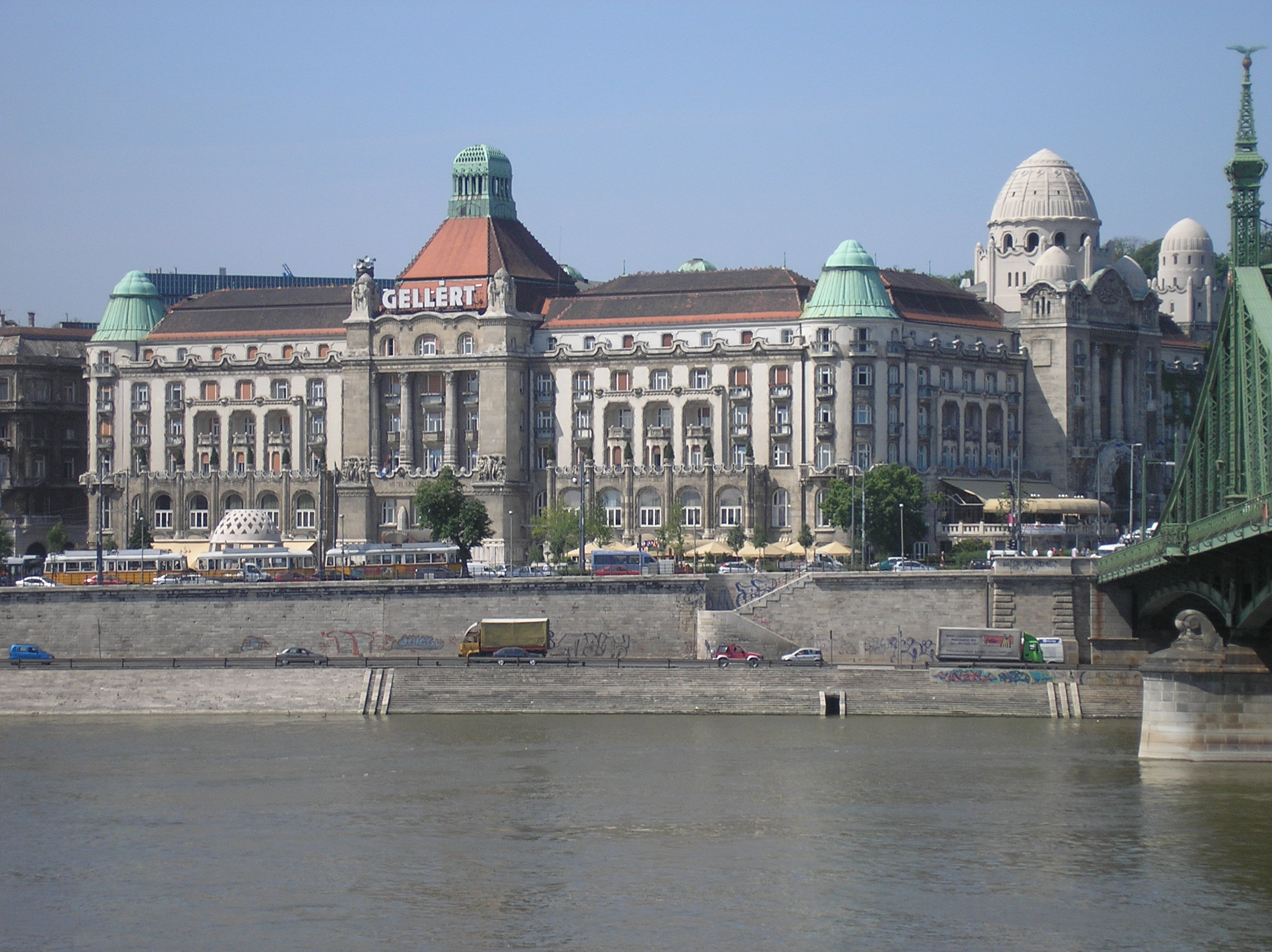
A Gellért gyógyfürdő és a Gellért Szálló épületkomplexuma
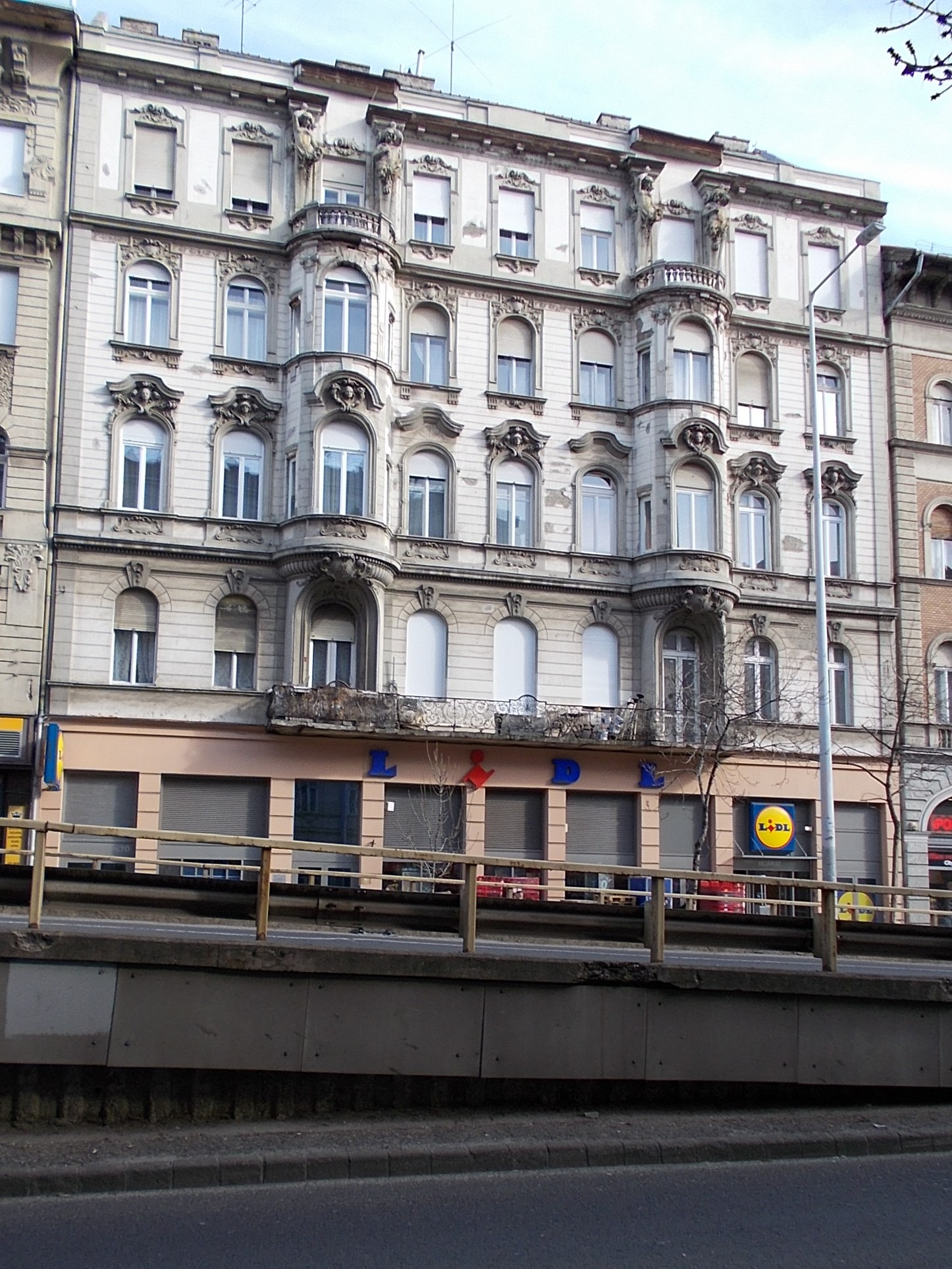
lakóház, Bajcsy-Zsilinszky út 61.
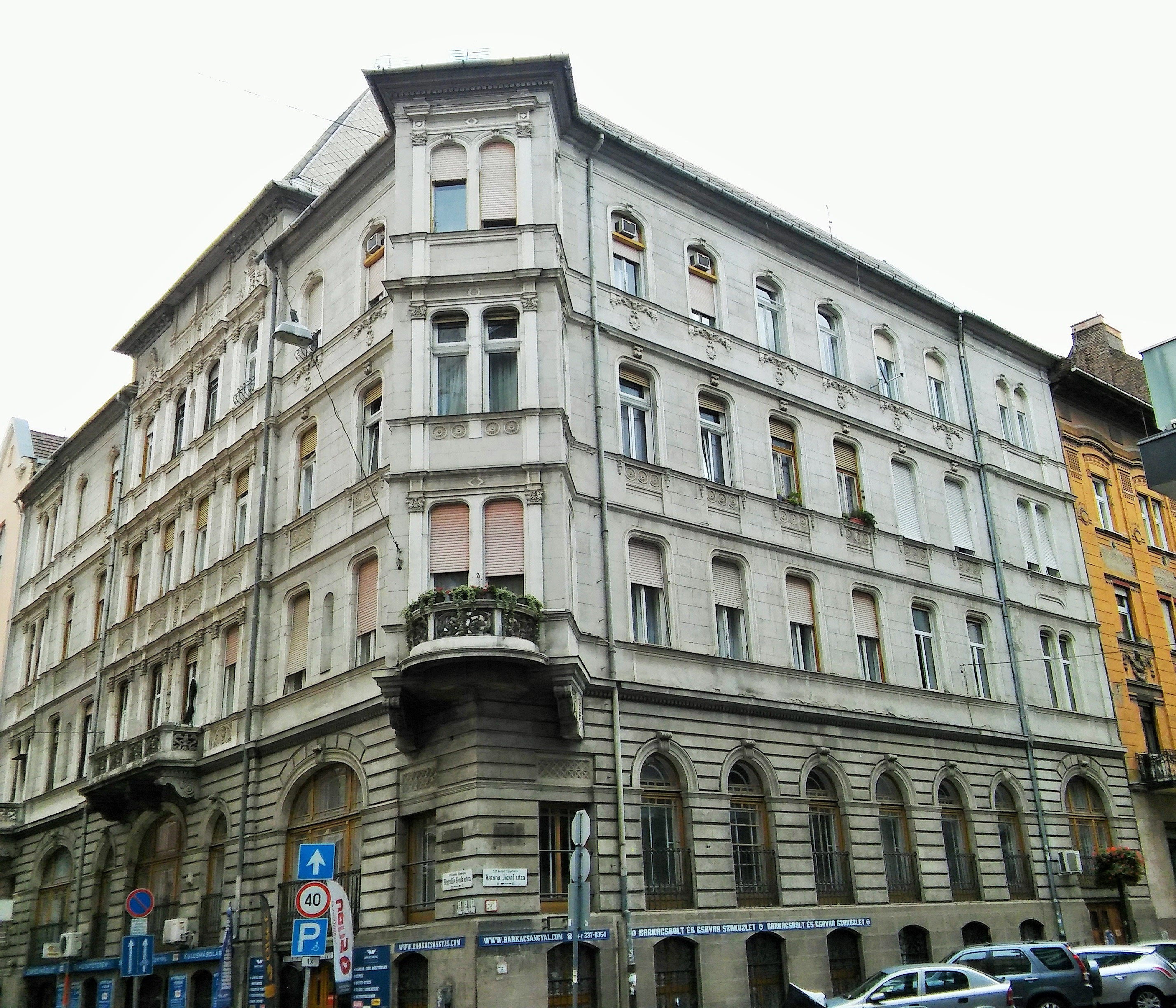
lakóház, Hegedűs Gyula utca 13.
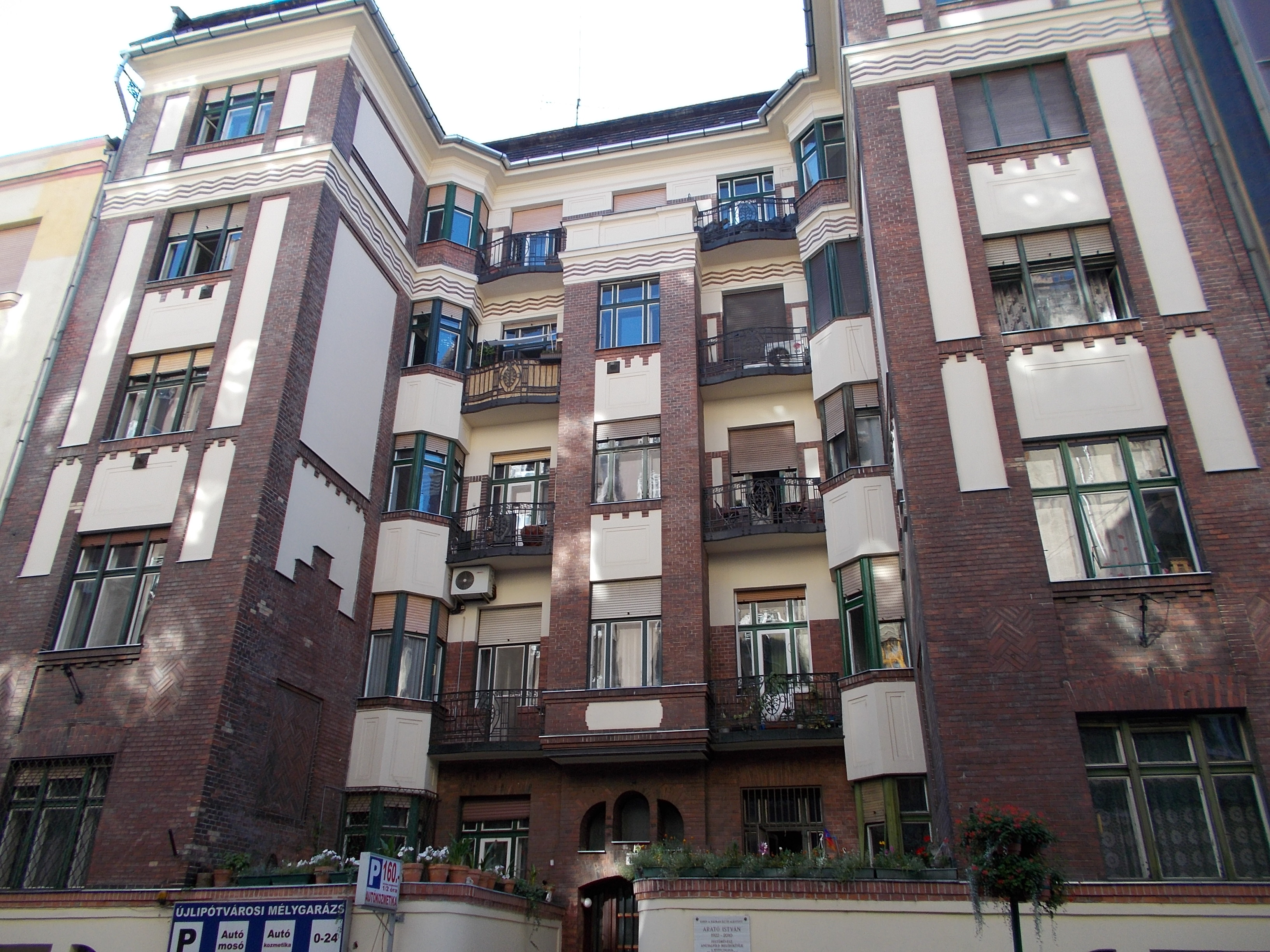
lakóház, Hegedűs Gyula utca 40.
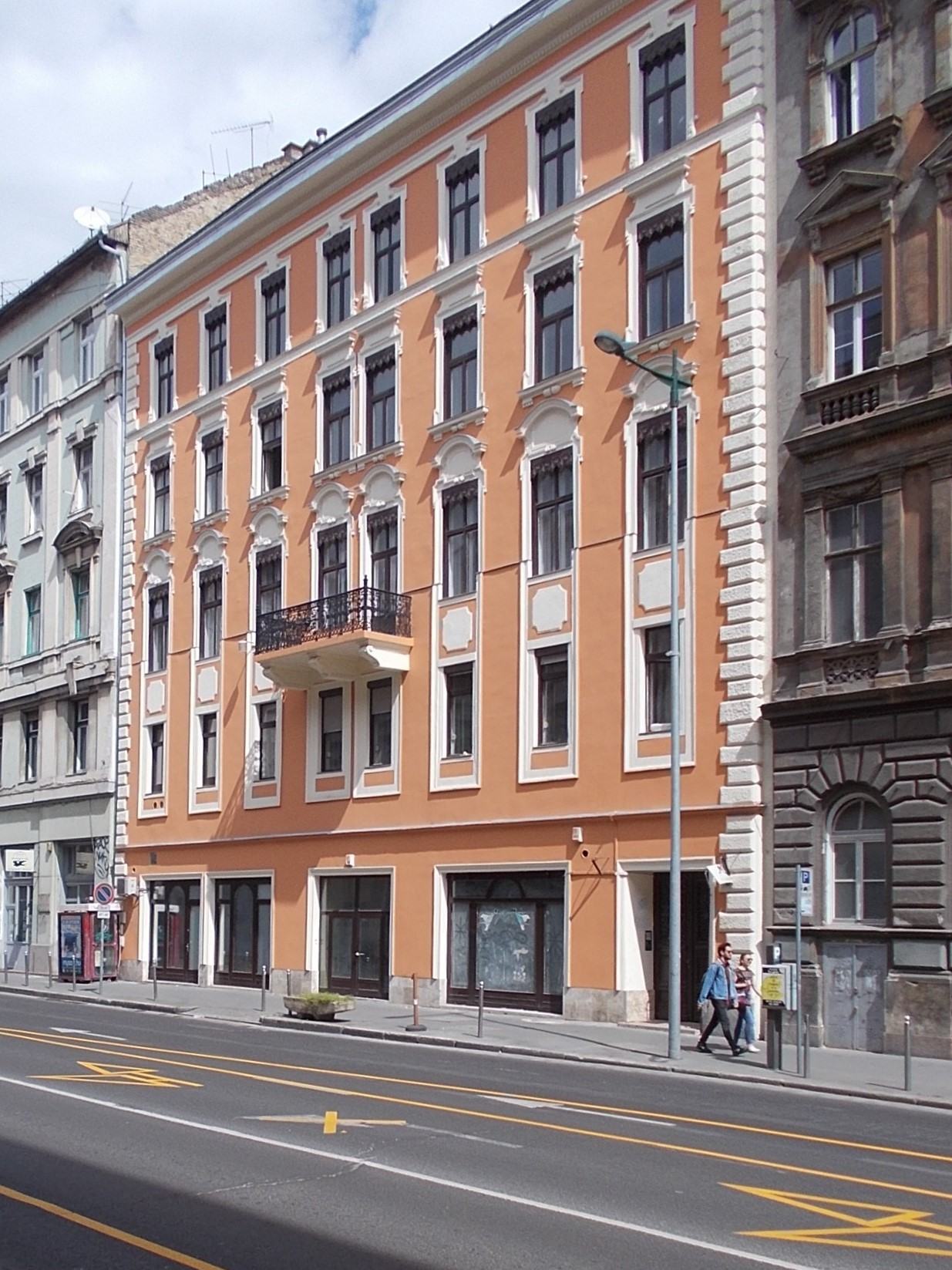
Révai Testvérek Üllői úti könyvesháza, Üllői út 18.
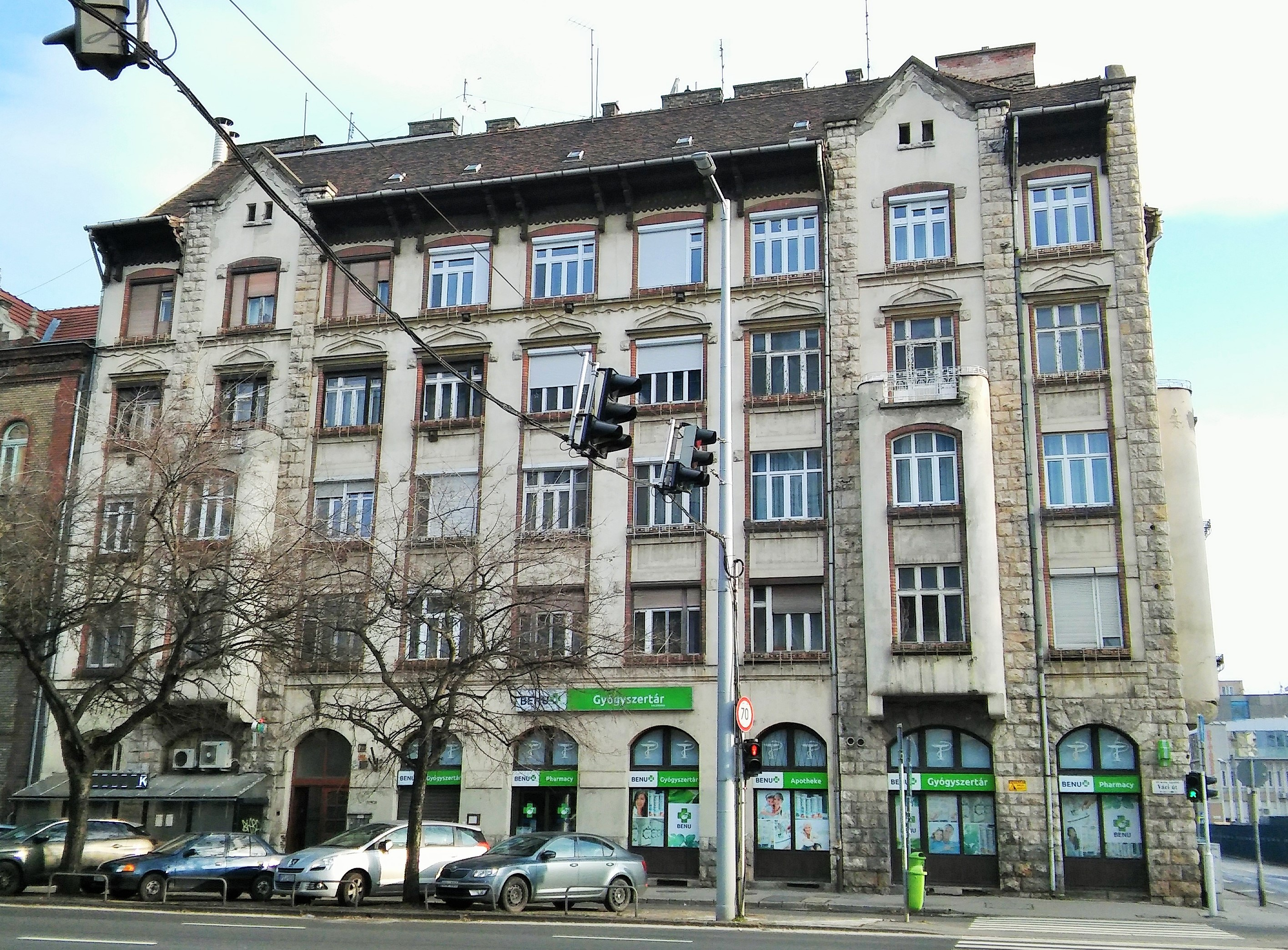
Kislakásos bérház, Váci út 87.